# Recordes olímpicos da natação

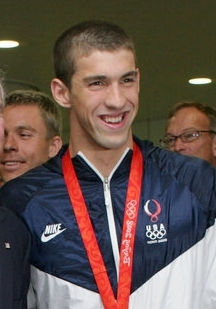
Michael Phelps possui três recordes olímpicos individuais e dois por equipe.

Esta é uma lista de recordes olímpicos da natação, englobando eventos de natação em piscina nos Jogos Olímpicos de Verão, reconhecidos pelo Comitê Olímpico Internacional (COI). A natação masculina faz parte do programa oficial dos Jogos Olímpicos desde o início moderno dos Jogos em 1896; mas foi só a partir de 1912 que os eventos femininos começaram a ser realizados. Os eventos de natação nos Jogos Olímpicos de 1896 foram realizados em uma baía no Mar Egeu, com os nadadores sendo obrigados a nadar até a costa - o nadador húngaro Alfréd Hajós ganhou duas medalhas de ouro naquele ano, dizendo "Minha vontade de viver superou completamente meu desejo de vencer." Os Jogos Olímpicos de Verão de 1900, em Paris, tiveram os eventos de natação no rio Sena, enquanto os eventos nos Jogos Olímpicos de Verão de 1908 foram realizados em uma piscina de 100 metros cercada por uma pista de atletismo no Estádio Olímpico de White City, em Londres.
As competições são realizadas em quatro categorias da natação: estilo livre, costas, peito e borboleta, em distâncias variadas e em provas individuais ou de revezamento. Também são realizadas corridas de nado Medley, tanto individualmente quanto em revezamentos, nas quais todas as quatro categorias de natação são utilizadas. Na natação das Olimpíadas de 2020 em Tóquio, homens e mulheres competiram em dezoito eventos na piscina. Dos 35 eventos baseados, nadadores dos Estados Unidos detiveram quatorze recordes, Austrália sete, China quatro, Hungria três, Grã-Bretanha e África do Sul dois cada, e um para a Ucrânia, Comitê Olímpico Russo e Suécia. Vinte dos recordes olímpicos atuais foram estabelecidos nos Jogos Olímpicos de Verão de 2020.

## Recordes masculinos

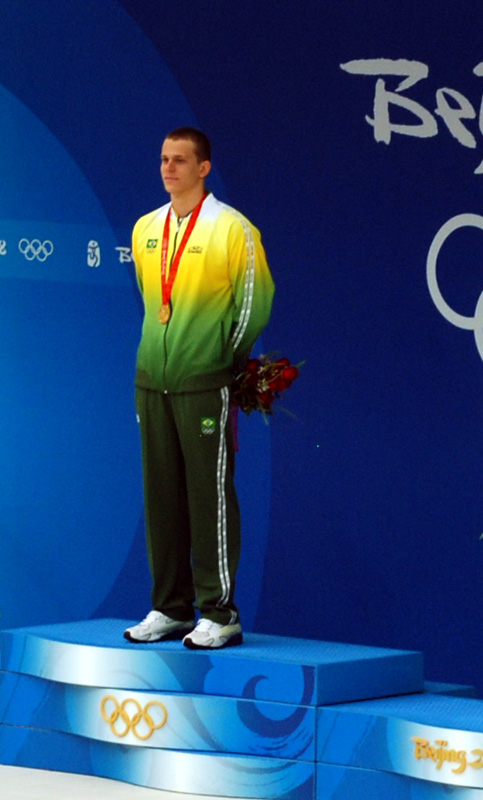
César Cielo tornou-se o recordista olímpico nos 50 m livre nos Jogos de 2008. Sua marca permaneceu intacta por 13 anos.

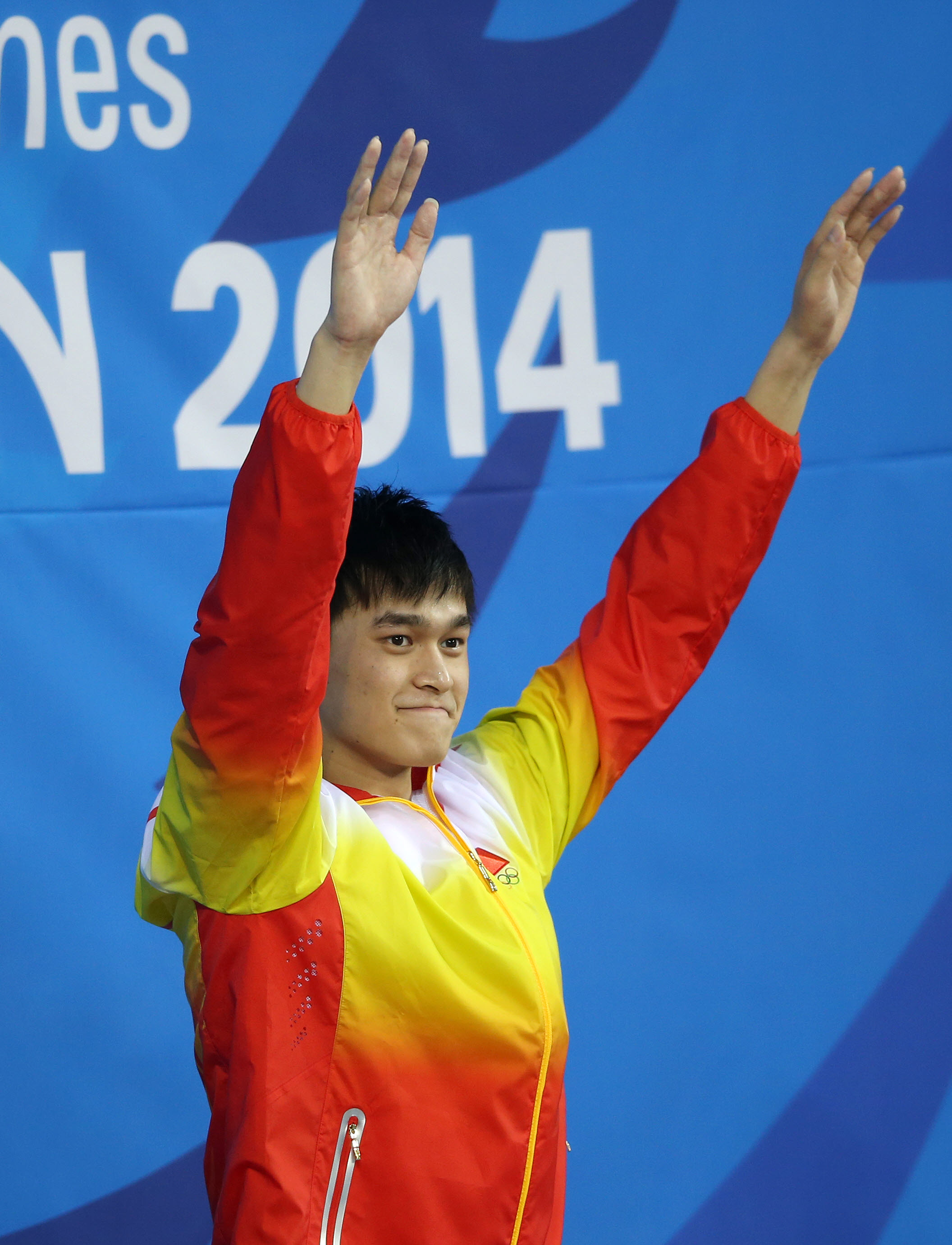
Sun Yang tornou-se recordista olímpico em duas provas em 2012.

| Evento          | Tempo    | Nome                                                                                             | País               | Jogos               | Data                | Ref    |
| --------------- | -------- | ------------------------------------------------------------------------------------------------ | ------------------ | ------------------- | ------------------- | ------ |
| 50 m livre      | 21.07    | Caeleb Dressel                                                                                   | USA Estados Unidos | Tóquio 2020         | 31 de julho de 2021 | [ 5 ]  |
| 100 m livre     | 47.02    | Caeleb Dressel                                                                                   | USA Estados Unidos | Tóquio 2020         | 29 de julho de 2021 |        |
| 200 m livre     | 1:42.96  | Michael Phelps                                                                                   | USA Estados Unidos | Pequim 2008         | 12 de agosto        | [ 6 ]  |
| 400 m livre     | 3:40.14  | Sun Yang                                                                                         | CHN China          | Londres 2012        | 28 de julho         | [ 7 ]  |
| 800 m livre     | 7:41.28  | Mykhailo Romanchuk                                                                               | UKR Ucrânia        | Tóquio 2020         | 27 de julho de 2021 | [ 8 ]  |
| 1500 m livre    | 14:31.02 | Sun Yang                                                                                         | CHN China          | Londres 2012        | 4 de agosto         | [ 9 ]  |
| 100 m costas    | 51.97    | Ryan Murphy                                                                                      | USA Estados Unidos | Rio de Janeiro 2016 | 30 de julho         | [A]    |
| 200 m costas    | 1:53.27  | Evgeny Rylov                                                                                     | ROC                | Tóquio 2020         | 30 de julho de 2021 | [ 11 ] |
| 100 m peito     | 57.13    | Adam Peaty                                                                                       | GBR Grã-Bretanha   | Rio de Janeiro 2016 | 7 de agosto         | [ 12 ] |
| 200 m peito     | 2:06.38  | Zac Stubblety-Cook                                                                               | AUS Austrália      | Tóquio 2020         | 29 de julho de 2021 | [ 13 ] |
| 100 m borboleta | 49.45    | Caeleb Dressel                                                                                   | USA Estados Unidos | Tóquio 2020         | 31 de julho de 2021 | [ 14 ] |
| 200 m borboleta | 1:51.25  | Kristóf Milák                                                                                    | USA Estados Unidos | Tóquio 2020         | 28 de julho de 2021 | [ 15 ] |
| 200 m medley    | 1:54.23  | Michael Phelps                                                                                   | USA Estados Unidos | Pequim 2008         | 15 de agosto        | [ 16 ] |
| 400 m medley    | 4:03.84  | Michael Phelps                                                                                   | USA Estados Unidos | Pequim 2008         | 14 de agosto        | [ 17 ] |
| 4x100 m livre   | 3:08.24  | Michael Phelps (47.51) Garrett Weber-Gale (47.02) Cullen Jones (47.65) Jason Lezak (46.06)       | USA Estados Unidos | Pequim 2008         | 11 de agosto        | [ 18 ] |
| 4x200 m livre   | 6:58.56  | Michael Phelps (1:43.31) Ryan Lochte (1:44.28) Ricky Berens (1:46.29) Peter Vanderkaay (1:44.68) | USA Estados Unidos | Pequim 2008         | 13 de agosto        | [ 19 ] |
| 4x100 m medley  | 3:26.78  | Ryan Murphy (52.31) Michael Andrew (58.49) Caeleb Dressel (49.03) Zach Apple (46.95)             | USA Estados Unidos | Tóquio 2020         | 1 de agosto de 2021 | [ 20 ] |

## Recordes femininos

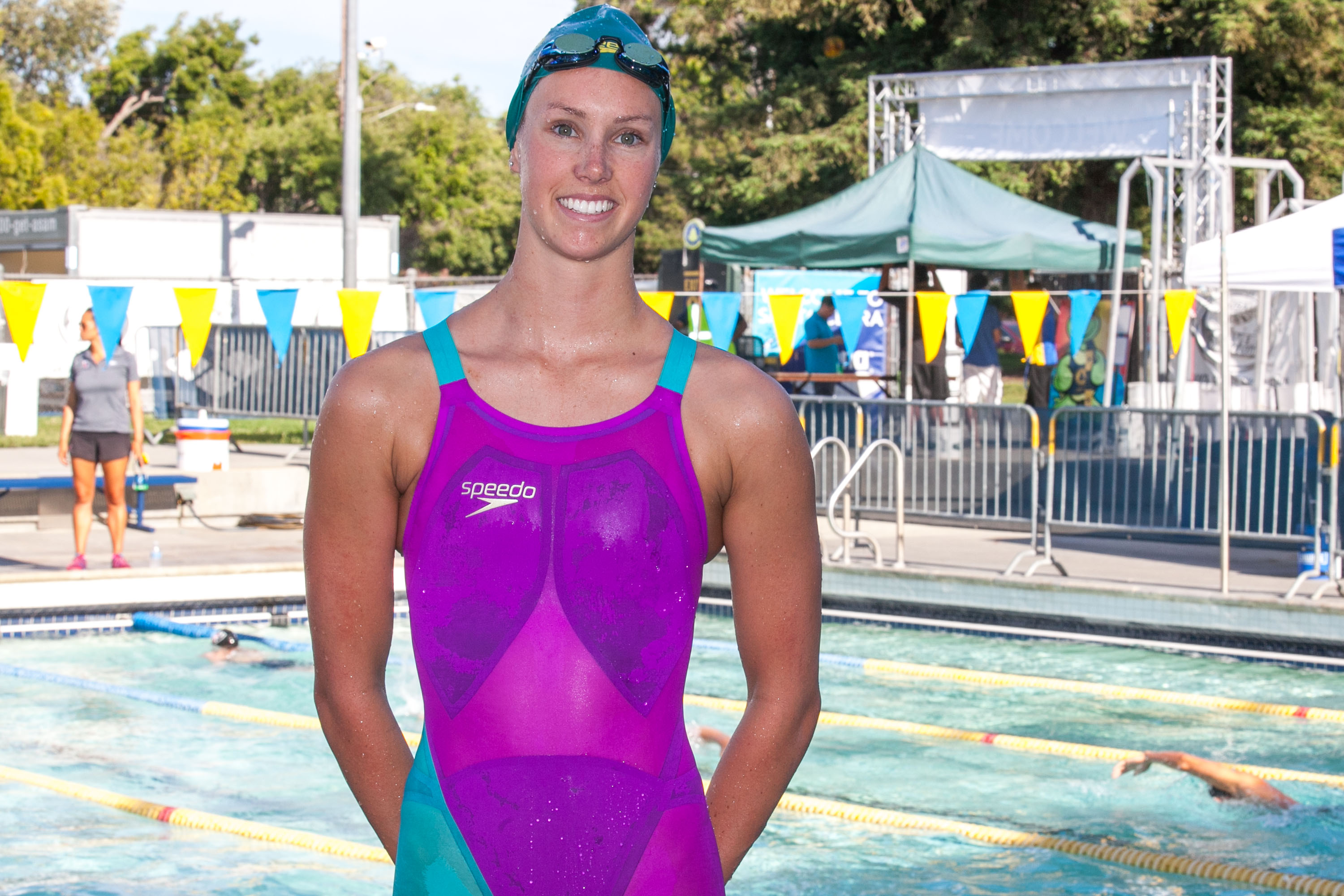
Emma McKeon detém o recorde olímpico nos 50 e 100 m livres.

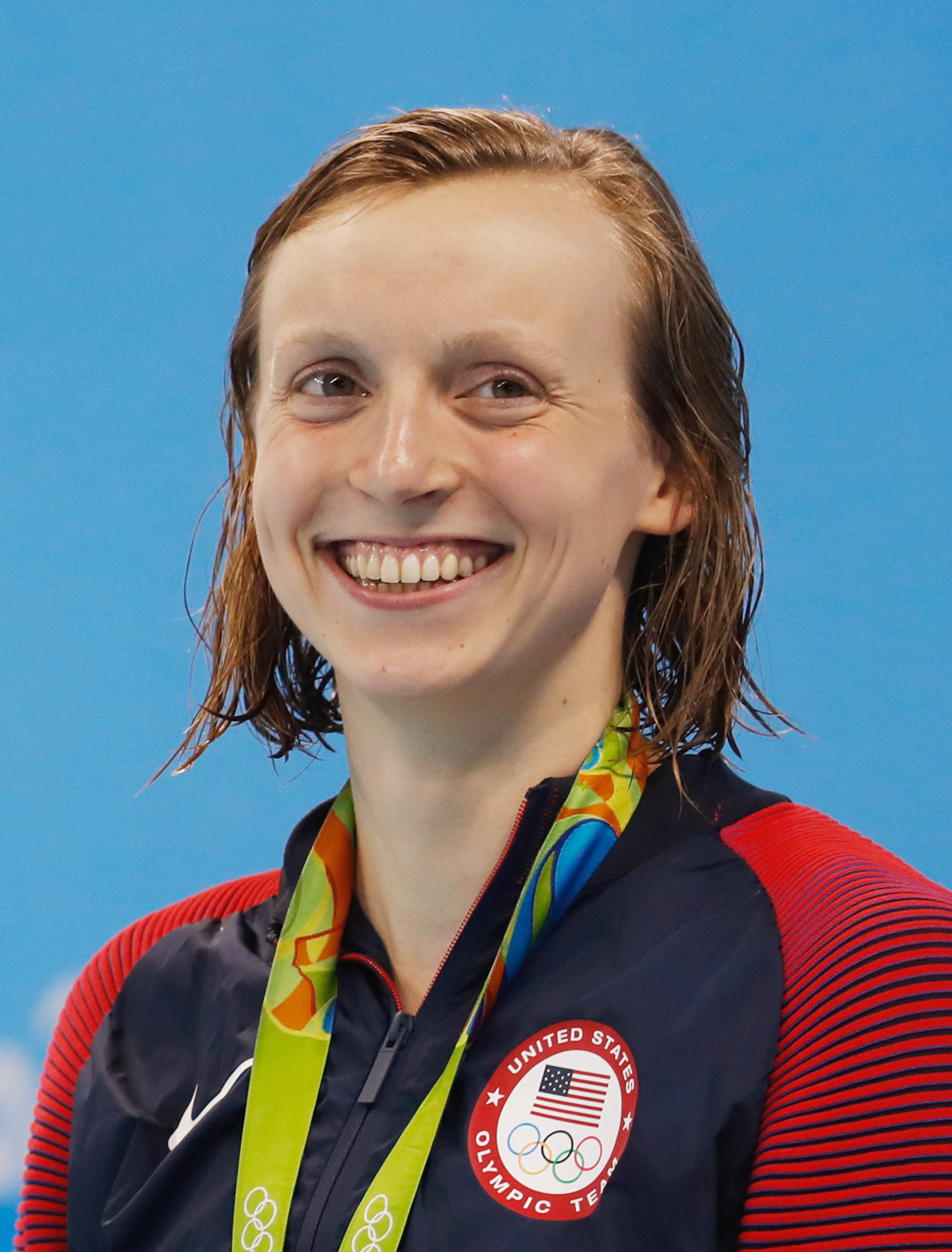
Katie Ledecky obteve o recorde olímpico nos 400 m e 800 m livre em 2016.

| Evento          | Tempo    | Nome                                                                                      | País               | Jogos               | Data                | Ref    |
| --------------- | -------- | ----------------------------------------------------------------------------------------- | ------------------ | ------------------- | ------------------- | ------ |
| 50 m livre      | 23.81    | Emma Mckeon                                                                               | AUS Austrália      | Tóquio 2020         | 1 de agosto de 2021 |        |
| 100 m livre     | 51.96    | Emma Mckeon                                                                               | AUS Austrália      | Tóquio 2020         | 30 de julho de 2021 | [ 21 ] |
| 200 m livre     | 1:53.50  | Ariarne Titmus                                                                            | AUS Austrália      | Tóquio 2020         | 28 de julho de 2021 | [ 22 ] |
| 400 m livre     | 3:56.46  | Katie Ledecky                                                                             | USA Estados Unidos | Rio de Janeiro 2016 | 7 de agosto         | [ 23 ] |
| 800 m livre     | 8:04.79  | Katie Ledecky                                                                             | USA Estados Unidos | Rio de Janeiro 2016 | 12 de agosto        | [ 24 ] |
| 1500 m livre    | 15:35.35 | Katie Ledecky                                                                             | USA Estados Unidos | Tóquio 2020         | 26 de julho de 2021 | [ 25 ] |
| 100 m costas    | 57.47    | Kaylee McKeown                                                                            | AUS Austrália      | Tóquio 2020         | 27 de julho de 2021 | [ 26 ] |
| 200 m costas    | 2:04.06  | Missy Franklin                                                                            | USA Estados Unidos | Londres 2012        | 3 de agosto         | [ 27 ] |
| 100 m peito     | 1:04.82  | Tatjana Schoenmaker                                                                       | RSA África do Sul  | Tóquio 2020         | 25 de julho de 2021 | [B]    |
| 200 m peito     | 2:18.95  | Tatjana Schoenmaker                                                                       | RSA África do Sul  | Tóquio 2020         | 30 de julho de 2021 | [ 29 ] |
| 100 m borboleta | 55.48    | Sarah Sjöström                                                                            | SWE Suécia         | Rio de Janeiro 2016 | 7 de agosto         | [ 30 ] |
| 200 m borboleta | 2:03.86  | Zhang Yufei                                                                               | CHN China          | Tóquio 2020         | 29 de julho de 2021 | [ 31 ] |
| 200 m medley    | 2:06.58  | Katinka Hosszú                                                                            | HUN Hungria        | Rio de Janeiro 2016 | 31 de julho         | [ 32 ] |
| 400 m medley    | 4:26.36  | Katinka Hosszú                                                                            | HUN Hungria        | Rio de Janeiro 2016 | 6 de agosto         | [ 33 ] |
| 4x100 m livre   | 3:29.69  | Bronte Campbell (53.01) Meg Harris (53.09) Emma McKeon (51.35) Cate Campbell (52.24)      | AUS Austrália      | Tóquio 2020         | 25 de julho de 2021 | [ 34 ] |
| 4x200 m livre   | 7:40.33  | Yang Junxuan (1:54.37) Tang Muhan (1:55.00) Zhang Yufei (1:55.66) Li Bingjie (1:55.30)    | CHI Chile          | Tóquio 2020         | 29 de julho de 2021 | [ 35 ] |
| 4x100 m medley  | 3:51.60  | Kaylee McKeown (58.01) Chelsea Hodges (1:05.57) Emma McKeon (55.91) Cate Campbell (52.11) | AUS Austrália      | Tóquio 2020         | 1 de agosto de 2021 |        |

## Recordes de misto
| Evento               | Tempo   | Nome                                                                             | País             | Jogos       | Data                | Ref |
| -------------------- | ------- | -------------------------------------------------------------------------------- | ---------------- | ----------- | ------------------- | --- |
| 4×100 m medley relay | 3:37.58 | Kathleen Dawson (58.80) Adam Peaty (56.78) James Guy (50.00) Anna Hopkin (52.00) | GBR Grã-Bretanha | Tóquio 2020 | 31 de julho de 2021 |     |

 Marca é também recorde mundial vigente (atualizado em 5 de agosto de 2021).